# Moniholz
Moniholz ist eine Ortschaft und eine Katastralgemeinde der Gemeinde Sallingberg im Bezirk Zwettl in Niederösterreich. Die Ortschaft hat 143 Einwohner (Stand 1. Jänner 2024).

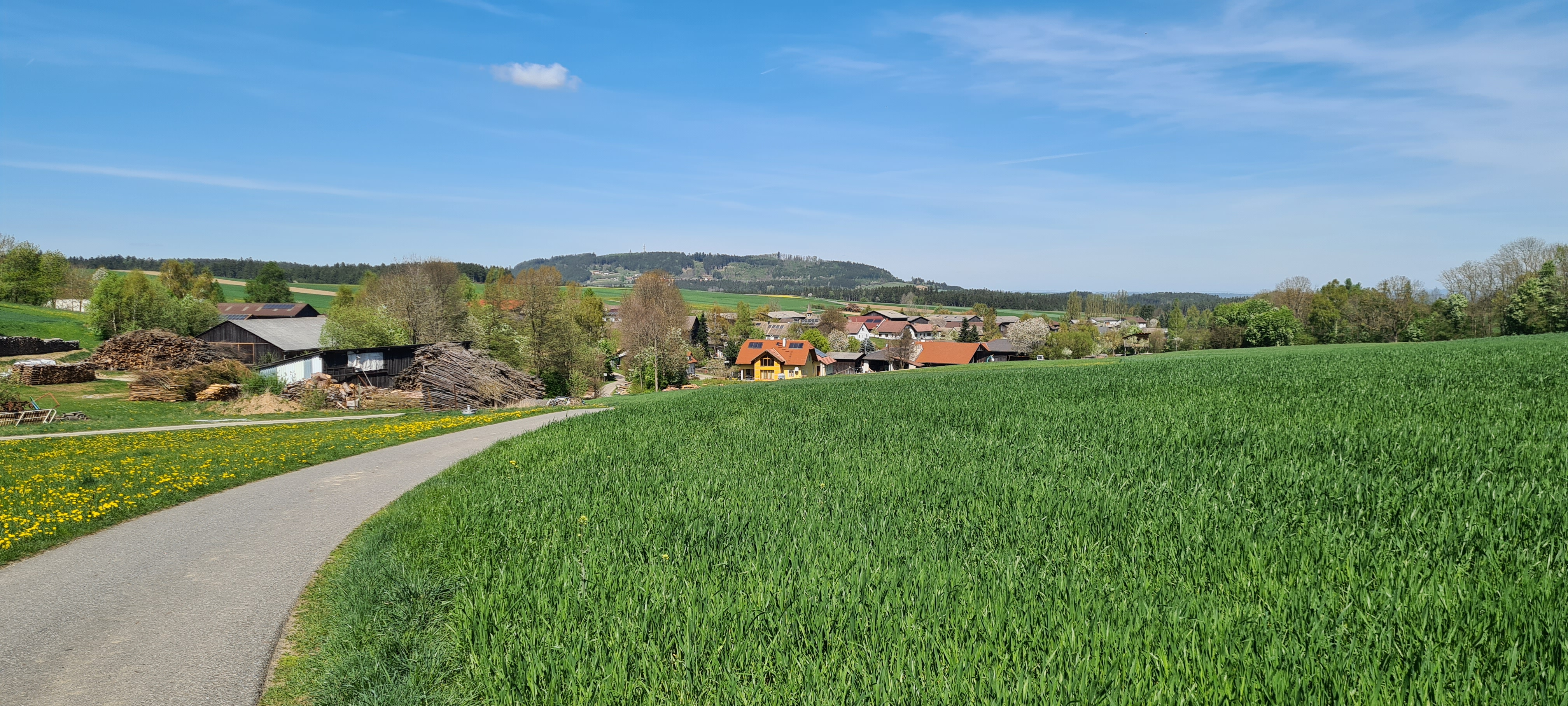
Blick auf Moniholz

## Geschichte
Der Ort wurde 1204 zum ersten Mal als Manigolds, 1325 als Manigods (Mangolds) und bereits verödet erwähnt, wurde aber danach wieder besiedelt. Ab 1849 war der Ort eine eigenständige Gemeinde und wurde am 1. Jänner 1967 zusammen mit Großnondorf nach Grainbrunn eingemeindet, diese Gemeinde wurde dann am 1. Jänner 1972 ein Teil der Gemeinde Sallingberg.
Im Jahr 1822 wurde der Ort als Dorf mit 40 Häusern genannt, das nach Grainbrunn eingepfarrt war, wohin auch die Kinder eingeschult wurden. Die Herrschaft Brunn am Walde besaß die Ortsobrigkeit, die Herrschaft Gföhl übte die Landgerichtsbarkeit aus, die Herrschaft Brunn am Walde besorgte die Konskription und hatte die Grundherrschaft inne.
Laut Adressbuch von Österreich waren im Jahr 1938 in der Ortsgemeinde Moniholz zwei Gastwirte, ein Gemischtwarenhändler, ein Sägewerk, ein Schmied, ein Schneider, ein Tischler, ein Wagner und einige Landwirte ansässig, zudem gab es zwei Ziegeleien.

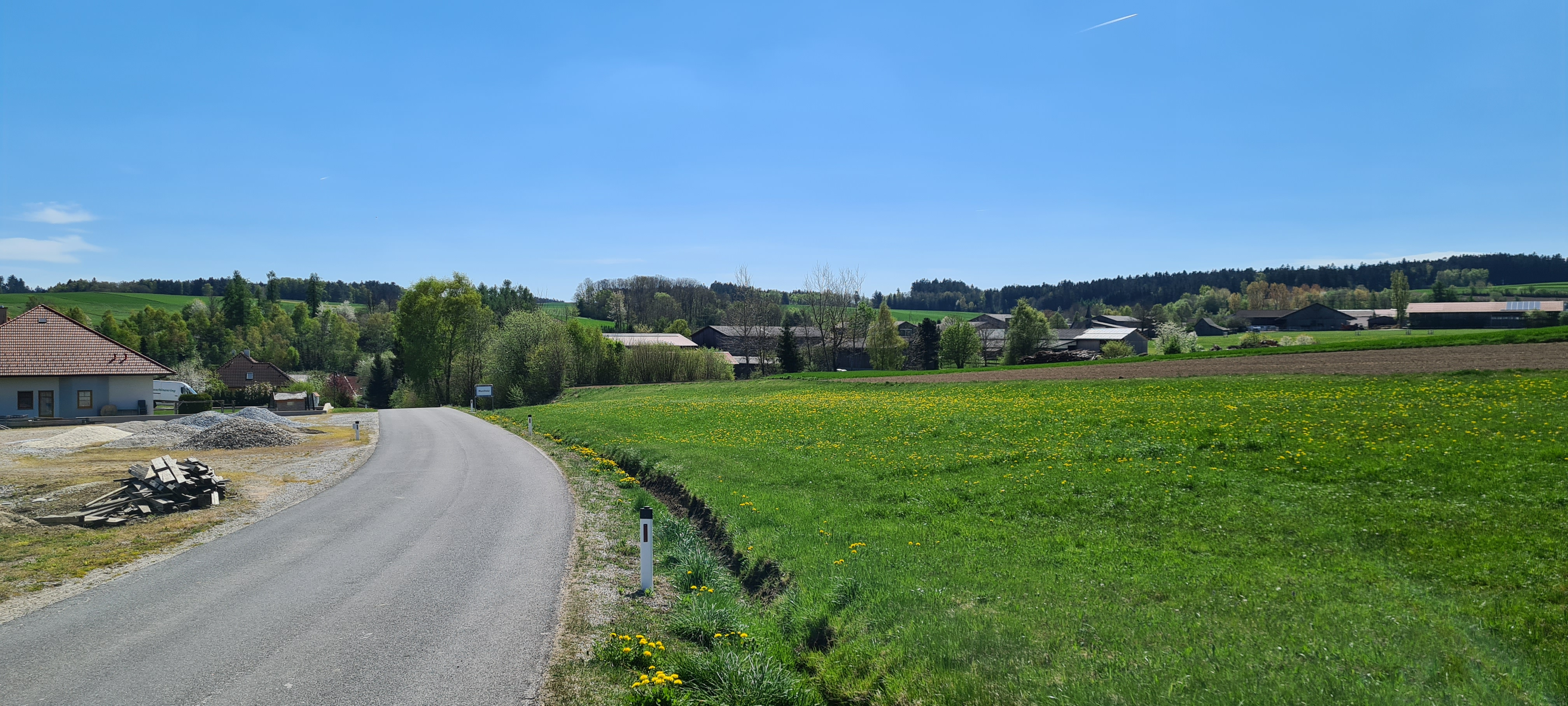
Ortseinfahrt Moniholz

## Siedlungsentwicklung
Zum Jahreswechsel 1979/1980 befanden sich in der Katastralgemeinde Moniholz insgesamt 57 Bauflächen mit 29.525 m² und 31 Gärten auf 16.029 m², 1989/1990 gab es 49 Bauflächen. 1999/2000 war die Zahl der Bauflächen auf 126 angewachsen und 2009/2010 bestanden 72 Gebäude auf 135 Bauflächen.

## Bodennutzung
Die Katastralgemeinde ist landwirtschaftlich geprägt. 400 Hektar wurden zum Jahreswechsel 1979/1980 landwirtschaftlich genutzt und 200 Hektar waren forstwirtschaftlich geführte Waldflächen. 1999/2000 wurde auf 383 Hektar Landwirtschaft betrieben und 215 Hektar waren als forstwirtschaftlich genutzte Flächen ausgewiesen. Ende 2018 waren 373 Hektar als landwirtschaftliche Flächen genutzt und Forstwirtschaft wurde auf 223 Hektar betrieben. Die durchschnittliche Bodenklimazahl von Moniholz beträgt 28,6 (Stand 2010).

## Sehenswürdigkeiten
- denkmalgeschützte Kapelle zum Heiligen Leonhard von 1777 (Listeneintrag)